# مزرعة دريشك (مقاطعة فيروزآباد)
مزرعة دريشك (بالفارسية: مزرعه دریشک) هي قرية تقع في قسم جايدشت الريفي في إيران.